# Buller River
Buller River är ett vattendrag i Australien. Det ligger i delstaten Western Australia, omkring 390 kilometer norr om delstatshuvudstaden Perth.
Trakten runt Buller River består till största delen av jordbruksmark. Trakten runt Buller River är nära nog obefolkad, med mindre än två invånare per kvadratkilometer. Stäppklimat råder i trakten. Genomsnittlig årsnederbörd är 360 millimeter. Den regnigaste månaden är juni, med i genomsnitt 65 mm nederbörd, och den torraste är februari, med 3 mm nederbörd.